# ابو المطامیر
ابو المطامیر نام شهر و شهرستانی در استان بحیره مصر است. 